# Saigon (rapper)
Saigon (født 13. juli 1977) er en amerikansk rapper og skuespiller fra Spring Valley, New York. Allerede inden udgivelsen af sit debutalbum The Greatest Story Never Told, skabt Saigon sig et stort navn i USA takket være sine mixtapes.
Ved siden af rappen har Saigon også optrådt som skuespiller. Bl.a. i HBO-serien Entourage. 
I 2006 blev Saigon stukket ned med en ølflaske, da overfaldsmanden forsøgte at stjæle rapperens halssmykke.

## Diskografi

### Albums
- 2011: The Greatest Story Never Told